# Temtamy präaxiales Brachydaktylie-Syndrom
Das Temtamy präaxiale Brachydaktylie-Syndrom (TPBS) ist eine sehr seltene angeborene Erkrankung mit symmetrischen Fehlbildungen der Finger, Entwicklungsverzögerung, Schwerhörigkeit und Zahnveränderungen.
Synonyme sind: englisch Preaxial brachydactyly syndrome, Temtamy type; Mental retardation syndrome with preaxial brachydactyly, hyperphalangism, deafness and orodental anomalies
Die Bezeichnung bezieht sich auf den Erstautoren der Erstbeschreibung aus dem Jahre 1998 durch den ägyptischen Humangenetiker S. A. Temtamy und Mitarbeiter.

## Verbreitung
Die Häufigkeit wird mit unter 1 zu 1.000.000 angegeben, die Vererbung erfolgt autosomal-rezessiv.

## Ursache
Der Erkrankung liegen Mutationen im CHSY1-Gen auf Chromosom 15 Genort q26.3  zugrunde, welches für die Chondroitinsulfat Synthetase 1 kodiert.

## Klinische Erscheinungen
Klinische Kriterien sind:
- Brachydaktylie und Hyperphalangie
- Entwicklungsverzögerung, Geistige Behinderung
- Schallempfindungsschwerhörigkeit
- Zahnveränderung wie Fehlstellungen, Mikrodontie und „talon cusps“
- Gesichtsdysmorphie mit Plagiozephalie, Hypertelorismus, Mikrostomie, Mikrognathie oder Retrognathie

## Diagnose
Die Diagnose ergibt sich aus den klinischen und radiologischen Veränderungen.